# ISPSハンダマッチプレー選手権
ISPSハンダマッチプレー選手権は、2015年から2018年まで行われた一般社団法人国際スポーツ振興協会（ISPS）の主催、日本ゴルフツアー機構（JGTO）公認の男子プロゴルフトーナメント。2015年、2016年はISPSハンダグローバルカップとして開催された。

## ISPSハンダグローバルカップ
2015年、2016年は、日本以外のプロ選手を招聘し、日本選手と対決させることをコンセプトとしており、初年度は日本国外からイアン・ポールター、チャール・シュワーツェル、ジェイソン・ダフナー、チャーリー・ホフマンらが出場した。
4日間競技で、2015年の大会は後半2日間（決勝）の模様をテレビ東京系列で録画中継した。2016年は決勝ラウンド2日間の模様をBSフジで録画中継された。

## ISPSハンダマッチプレー選手権
2017年より名称を変更し「日本プロゴルフマッチプレー選手権」以来、14年ぶりとなる日本のメジャー大会でのマッチプレーとなった。8月開催の1回戦には96選手が参加。2回戦を勝ち上がった24選手と賞金ランク上位のシード8選手の計32選手が9月に開催される3回戦に臨む形式となる。優勝賞金は2017年ツアー最高額の5000万円に設定されているが、大会5日間のギャラリーは2017年ツアー最少となる2704人で、これは2番目に少ないフジサンケイクラシックの7152人を大きく下回り、1大会あたりのギャラリー数としては記録の残っている1992年以降の統計でツアー歴代3番目に少ない記録になった。
2018年実績は、賞金総額2億3000万円、優勝賞金5200万円。大会主催者である国際スポーツ振興協会会長の半田晴久は、2018年の大会表彰式の席で2019年以降については賞金総額を1億円に減額することを言明したところ、その表彰式などで日本ゴルフツアー機構が非礼な態度（不適切な対応）を取ったとして国際スポーツ振興協会側が反発。2019年に新規開催を予定していたストロークプレーによる『ISPSハンダ東京オープン』及びAbemaTVツアー（男子下部ツアー）の『ISPS HANDAチャレンジカップ』と共に2018年限りで撤退することとなった。2020年度以降についても開催の目処は立っていないとされたが、2021年に『ISPS HANDA ガツーンと飛ばせ!ツアートーナメント』として再開。2022年からは『ISPS HANDA 欧州・日本どっちが勝つかトーナメント!』と改め、欧州ツアーとの共催となった。

## 歴代優勝者
ISPSハンダグローバルカップ
| 開催回 | 開催年 | 優勝者名       | スコア | 開催コース                               |
| ------ | ------ | -------------- | ------ | ---------------------------------------- |
| 第1回  | 2015年 | 武藤俊憲       | -14PO  | ヴィンテージゴルフ倶楽部（山梨県北杜市） |
| 第2回  | 2016年 | 朴ジュンウォン | -17PO  | 朱鷺の台カントリークラブ（石川県羽咋市） |

POプレーオフでの決着
ISPSハンダマッチプレー
| 年     | 優勝者                 | 国   | 準優勝者     | スコア | 開催コース           | 優勝賞金(\) | 賞金総額(\) |
| ------ | ---------------------- | ---- | ------------ | ------ | -------------------- | ----------- | ----------- |
| 2017年 | 片山晋呉               | 日本 | H・W・リュー | 3 & 2  | 浜野ゴルフクラブ     | 50,000,000  | 210,000,000 |
| 2018年 | タンヤゴーン・クロンパ | タイ | 今平周吾     | 2 & 1  | 鳩山カントリークラブ | 52,000,000  | 230,000,000 |